# Thomisus keralae
Thomisus keralae es una especie de araña cangrejo del género Thomisus, familia Thomisidae. Fue descrita científicamente por Biswas & Roy en 2005.

## Distribución
Esta especie se encuentra en India.